# Tomares tristis
Tomares tristis är en fjärilsart som beskrevs av Charles Oberthür 1915. Tomares tristis ingår i släktet Tomares och familjen juvelvingar. Inga underarter finns listade i Catalogue of Life.